# Абрахам, Давид
Давид Анхель Абрахам (исп. David Ángel Abraham; род. 15 июля 1986, Чабас, Санта-Фе) — аргентинский футболист.

## Клубная карьера
Абрахам начал карьеру в клубе «Индепендьенте». В 2005 году он дебютировал в аргентинской Примере. После триумфального молодёжного первенства мира Давид перешёл в испанский «Химнастик» из Таррагоны. После того, как команда не смогла пробиться в Ла Лигу Абрахам покинул клуб.
Летом 2008 года Давид стал игроком швейцарского «Базеля». 18 июля в матче против «Янг Бойз» он дебютировал в швейцарской Суперлиге. 24 июля 2010 года в поединке против «Сьона» Абрахам забил свой первый гол за «Базель». В составе клуба Давид трижды стал чемпионом Швейцарии и дважды стал обладателем национального кубка.
Летом 2012 года после окончания контракта с «Базелем» Давид стал футболистом «Хетафе». 18 августа в матче против «Севильи» он дебютировал в Ла Лиге. В начале 2013 года немецкий «Хоффенхайм» заплатил за Абрахама 4 млн евро, и Давид переехал в Германию. 2 февраля в поединке против «Фрайбурга» он дебютировал в Бундеслиге. 10 августа в матче против «Нюрнберга» Абрахам забил свой первый гол за «Хоффенхайм».
В июле 2015 года Абрахам перешёл во франкфуртский «Айнтрахт», подписав контракт на три года. 16 августа в матче против «Вольфсбурга» он дебютировал за новую команду. В 2016 году в поединке против «Ингольштадт 04» Давид забил свой первый гол за «Айнтрахт». В 2018 году он помог команде завоевать Кубок Германии.

## Международная карьера
В 2005 году в составе молодёжной сборной Аргентины Абрахам стал победителем молодёжного Чемпионата мира в Нидерландах.

## Достижения
Клубные
«Базель»
- Чемпион Швейцарии: 2009/10, 2010/11, 2011/12
- Обладатель Кубка Швейцарии: 2009/10, 2011/12
- Обладатель Кубка часов: 2008, 2011

«Айнтрахт» (Франкфурт-на-Майне)
- Обладатель Кубка Германии: 2017/18

Международные
Аргентина (до 20)
- Чемпион мира среди молодёжных команд: 2005